# Districtul Hochtaunus
Hochtaunuskreis (Hochtaunus) este un district rural (germană: Landkreis) din landul Hessa, Germania. Numele lui provine de la zona montană Taunus și semnifică partea înaltă a acesteia. Districtul a fost fondat la 1 august 1972 prin reforma districtelor din Hessa sub numele oficial „Hochtaunuskreis”. Reședința districtului este orașul Bad Homburg vor der Höhe.
Face parte din regiunea administrativă Regierungsbezirk Darmstadt.

## Orașe și comune
| Orașe 1. Bad Homburg vor der Höhe (52.379 loc.; capitala districtului) 2. Friedrichsdorf (24.577 loc.) 3. Königstein im Taunus (16.043 loc.) 4. Kronberg im Taunus (18.069 loc.) 5. Neu-Anspach (14.605 loc.) 6. Oberursel (Taunus) (44.779 loc.) 7. Steinbach (Taunus) (10.181 loc.) 8. Usingen (13.606 loc.) Comune 1. Glashütten (5.304 loc.) 2. Grävenwiesbach (5.205 loc.) 3. Schmitten (8.855 loc.) 4. Wehrheim (9.331 loc.) 5. Weilrod (6.233 loc.) |